# گروه جی جام جهانی فوتبال ۲۰۱۰
بازی‌ها در گروه دوم جام جهانی فوتبال ۲۰۱۰ که از ۱۱ ژوئن تا ۲۲ ژوئن برگزار شد. در این گروه تیم‌های برزیل، پرتغال، ساحل عاج و کرهٔ شمالی حضور داشتند و در پایان مسابقات، تیم برزیل به عنوان نخست و تیم پرتغال پس از آن به مرحله حذفی جام راه پیدا کردند و دو تیم ساحل عاج و کرهٔ شمالی با کسب مقامهای سوم و چهارم از ادامه مسابقات جام جهانی باز ماندند.
| تیم       | بازی | برد | مساوی | باخت | گل.ز | گل.خ | ت.گل | امتیاز |
| --------- | ---- | --- | ----- | ---- | ---- | ---- | ---- | ------ |
| برزیل     | ۳    | ۲   | ۱     | ۰    | ۵    | ۲    | ۳+   | ۷      |
| پرتغال    | ۳    | ۱   | ۲     | ۰    | ۷    | ۰    | ۷+   | ۵      |
| ساحل عاج  | ۳    | ۱   | ۱     | ۱    | ۴    | ۳    | ۱+   | ۴      |
| کره شمالی | ۳    | ۰   | ۰     | ۳    | ۱    | ۱۲   | ۱۱−  | ۰      |

| ساحل عاج | ۰-۰ | پرتغال |
| -------- | --- | ------ |
|          |     |        |

| برزیل | ۱-۲ | کرهٔ شمالی |
| ----- | --- | --------- |
|       |     |           |

| برزیل | ۱-۳ | ساحل عاج |
| ----- | --- | -------- |
|       |     |          |

| پرتغال | ۰-۷ | کرهٔ شمالی |
| ------ | --- | --------- |
|        |     |           |

| پرتغال | ۰-۰ | برزیل |
| ------ | --- | ----- |
|        |     |       |

| کرهٔ شمالی | ۳-۰ | ساحل عاج |
| --------- | --- | -------- |
|           |     |          |